# Rungia paxiana
Rungia paxiana es una especie de planta con flores perteneciente a la familia Acanthaceae.

## Distribución y hábitat
El área de distribución nativa de esta especie se extiende tanto en África Ecuatorial como Occidental (especialmente en Burundi, Camerún, Costa de Marfil, Guinea, Guinea Ecuatorial, Liberia, Nigeria, República Centroafricana, República Democrática del Congo, Sudán, Sudán del Sur, Tanzania y Uganda). Crece principalmente en el bioma tropical húmedo.

## Taxonomía
La especie fue descrita inicialmente como Justicia paxiana por Gustav Lindau y publicada en Botanische Jahrbücher für Systematik, Pflanzengeschichte und Pflanzengeographie 20: 63, en 1894, actualmente es tanto un sinónimo como el basónimo de esta; y ulteriormente, sería transferida al género Rungia por Charles Baron Clarke en Flora of Tropical Africa 5: 253, en 1900.